# Marco van Basten
Marco van Basten (Utrecht, 1964. október 31. –) egykori holland labdarúgó. Később az Ajax és a holland válogatott edzője volt.
Széles körben a generációja egyik legjobb csatárjának és minden idők egyik legjobb játékosaként tartják számon, de visszatérő bokasérülése miatt utolsó meccsét 28 évesen játszotta és nemsokára bejelentette a teljes visszavonulását.

## Pályafutása

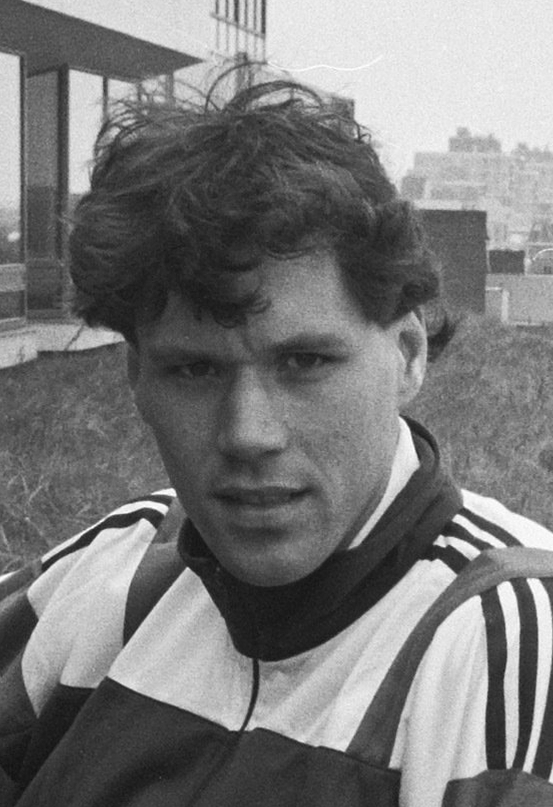
1989-ben

1982-ben az első osztályban, az Ajax csapatában kezdte el pályafutását és már 19 évesen gólkirály lett. Innen az AC Milanhoz került, de a válogatottal is sikereket ért el (Európa-bajnoki cím). Többször nyert olasz bajnoki címet és BEK-et is. Négyszeres holland, kétszeres olasz gólkirály, háromszor nyerte el az aranylabdát. Az AC Milannál a karrierjét jelentősen visszavetették térd- és bokasérülései, amelyek végül véget is vetettek a pályafutásának. 1993 és 1995 között egyáltalán nem lépett pályára, viszonylag fiatalon, 31 évesen vonult vissza 1995-ben.

## Sikerei
Ajax Amszterdam
- Holland bajnokság (Eredivisie)
  - bajnok (3): 1981–82, 1982–83, 1984–85
- Holland kupa (KNVB)
  - győztes (3): 1983, 1986, 1987
- Kupagyőztesek Európa-kupája (KEK)
  - győztes: 1986–87

 AC Milan
- Olasz bajnokság (Serie A)
  - bajnok (3): 1987–88, 1991–92, 1992–93
- Olasz szuperkupa
  - győztes (2): 1988, 1992
- Bajnokcsapatok Európa-kupája (BEK)
  - győztes (2): 1988–89, 1989–90
- Európai szuperkupa
  - győztes: 1989
- Interkontinentális kupa
  - győztes (2): 1989, 1990

Egyéni
- Aranylabda
  - győztes (3): 1988, 1989, 1992
- Az év labdarúgója (FIFA)
  - győztes: 1992
- Az év labdarúgója (UEFA)
  - győztes (3): 1989, 1990, 1992
- Az év holland labdarúgója
  - győztes: 1984–85
- Olasz gólkirály
  - győztes (2): 1989–90, 1991–92
- Holland gólkirály
  - győztes (4): 1983–84, 1984–85, 1985–86, 1986–87
- Európai aranycipő
  - győztes: 1985–86